# El retorn del fill pròdig
El retorn del fill pròdig és una pintura a l'oli de Rembrandt. Es troba entre les obres del final de la vida del mestre holandès, probablement acabades dos anys després de la seva mort el 1669.

## Descripció
Descriu el moment del retorn del fill pròdig a casa del seu pare en la paràbola bíblica. Segons l'historiador de l'art Kenneth Clark és el millor quadre mai pintat.

En el quadre, el fill ha tornat a casa en un estat desgraciat després de viatges en què ha malgastat la seva herència i ha caigut en la pobresa i la desesperació. S'agenolla davant el seu pare en penediment, desitjant perdó i un nou lloc en la família, després d'haver-se adonat que fins i tot els servents del seu pare vivien millor que ell. El seu pare el rep amb un gest tendre. Les seves mans semblen suggerir la mare i el pare alhora; l'esquerra apareix més gran i masculina, fixada a l'espatlla del fill, mentre que la dreta és més suau i receptiva en el gest. A la dreta hi ha el germà gran del fill pròdig, que mostra les seves mans amb gest sentenciador; a la paràbola recollida a l'Evangeli segons Lluc el germà critica la compassió del pare vers el fill pecador: 
 Però ell li respongué:--Fa molts anys que et serveixo sense desobeir mai ni un de sol dels teus manaments, i tu encara no m'has donat un cabrit per a fer festa amb els meus amics. En canvi, quan ha tornat aquest fill teu després de consumir els teus béns amb prostitutes, has fet matar el vedell gras. El pare li contestà: --Fill, tu sempre ets amb mi, i tot el que és meu és teu. Però calia celebrar-ho i alegrar-se, perquè aquest germà teu era mort i ha tornat a la vida, estava perdut i l'hem retrobat.
Rembrandt es va emocionar per la paràbola, i va realitzar una varietat de dibuixos, aiguaforts i pintures sobre el tema que va abastar dècades, començant per un gravat del 1636. El retorn del fill pròdig inclou figures no directament relacionades amb la paràbola, però vistes en algunes d'aquestes obres anteriors; les seves identitats han estat debatudes. La dona de la part superior esquerra, tot just visible, és probablement la mare, mentre que l'home assegut, el vestit del qual implica riquesa, pot ser un funcionari estatal o recaptador d'impostos.

## Recepció
El retorn del fill pròdig demostra el domini de Rembrandt madur. La seva evocació de l'espiritualitat i el missatge de perdó de la paràbola han estat considerats l'altura del seu art. L'erudit de Rembrandt Rosenberg anomena la pintura monumental, i diu que Rembrandt: 
 "interpreta la idea cristiana de la misericòrdia amb una solemnitat extraordinària, com si aquest fos el seu testament espiritual del món. [La pintura] va més enllà de l'obra de tots els altres artistes barrocs en evocació de l'estat d'ànim religiós i la simpatia humana. El poder realista de l'artista envellit no es veu disminuït, sinó que es veu augmentat per una visió psicològica i consciència espiritual... L'observador es mostra preocupat per algun esdeveniment extraordinari... El conjunt representa un símbol de la trobada, de la foscor de l'existència humana il·luminada per la tendresa, de l'home cansat i pecador refugiant-se al refugi de la misericòrdia de Déu. 
 L'historiador de l'art H.W. Janson escriu que el fill pròdig «pot ser el quadre més commovedor de Rembrandt. És també el més tranquil, un moment que s'estén fins a l'eternitat. És tan humil el silenci tendre que l'espectador sent proximitat amb aquest conjunt. Aquest vincle és potser més fort i més íntim en aquesta imatge que en qualsevol obra d'art anterior». El capellà neerlandès Henri Nouwen (1932–1996) va quedar tan corprès per la pintura que finalment va escriure un llibre breu, El retorn del fill pròdig: una història de la llar a casa (1992), al qual fa servir la paràbola i la pintura de Rembrandt com a marcs. Comença descrivint la seva visita a l'Hermitage el 1986, on va poder contemplar la pintura tot sol durant hores. Considerant el paper del pare i dels fills en la paràbola amb relació a la biografia de Rembrandt, va escriure: 
 Rembrandt és el fill gran de la paràbola i també el jove. Quan, durant els darrers anys de la seva vida, va pintar els dos fills a la tornada del fill pròdig, havia viscut una vida en la qual ni la pèrdua del fill petit ni la pèrdua del fill gran no li eren aliens. Tots dos necessitaven curació i perdó. Tots dos necessitaven tornar a casa. Tots dos necessitaven l'abraçada d'un pare perdonant. Però a partir de la història en si, i també de la pintura de Rembrandt, queda clar que la conversió més difícil de passar és la conversió del que es va quedar a casa. 

## Galeria d'imatges

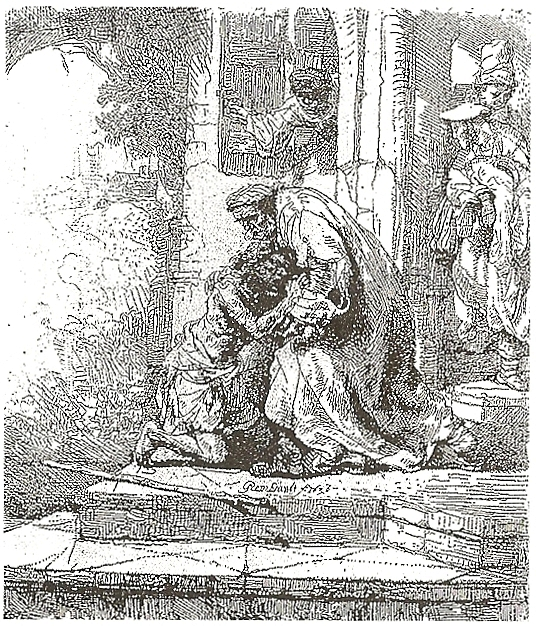
Gravat de Rembrandt sobre el tema, influït per una xilografia de Martin van Heemskerck
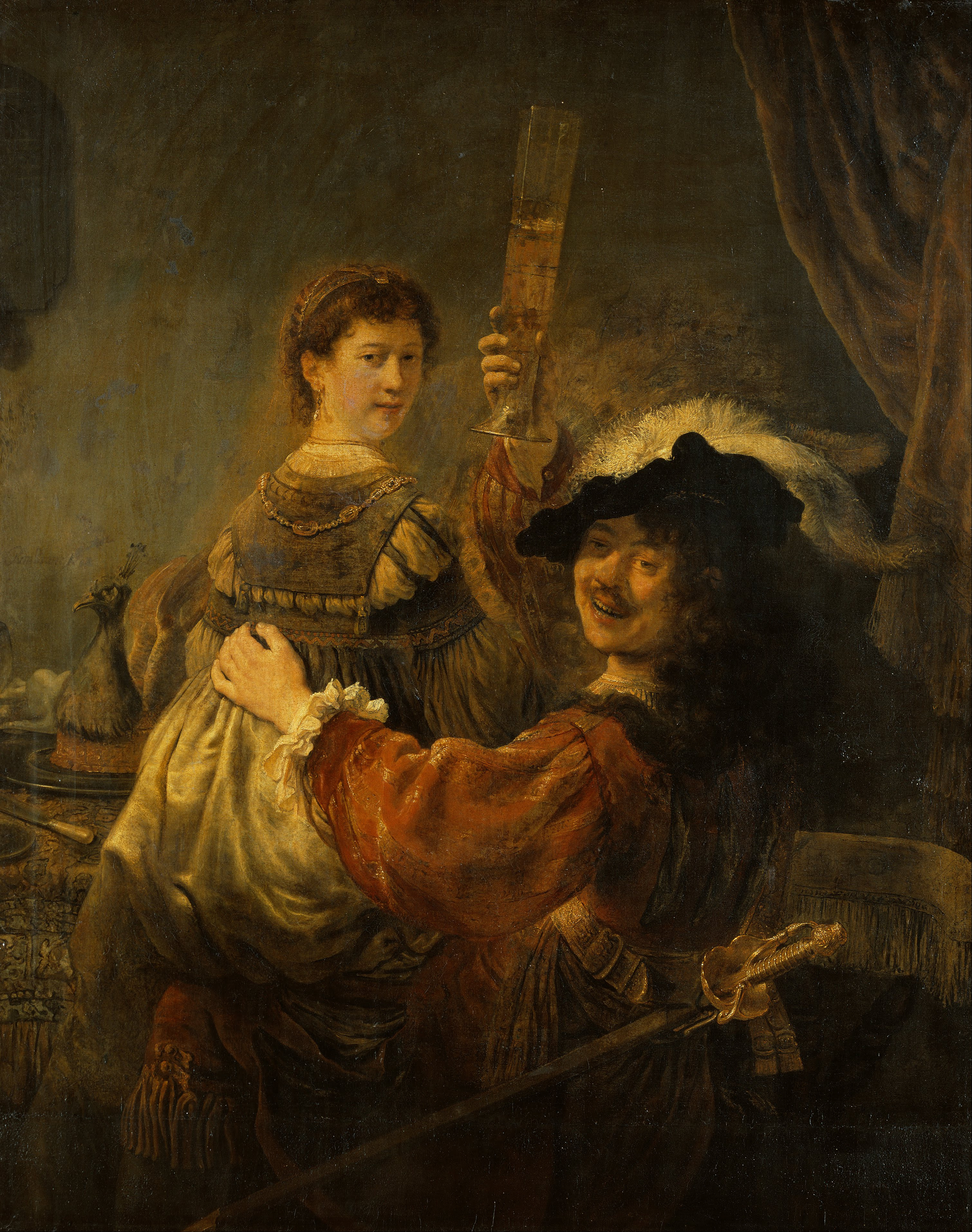
El fill pròdic al bordell (c. 1637)
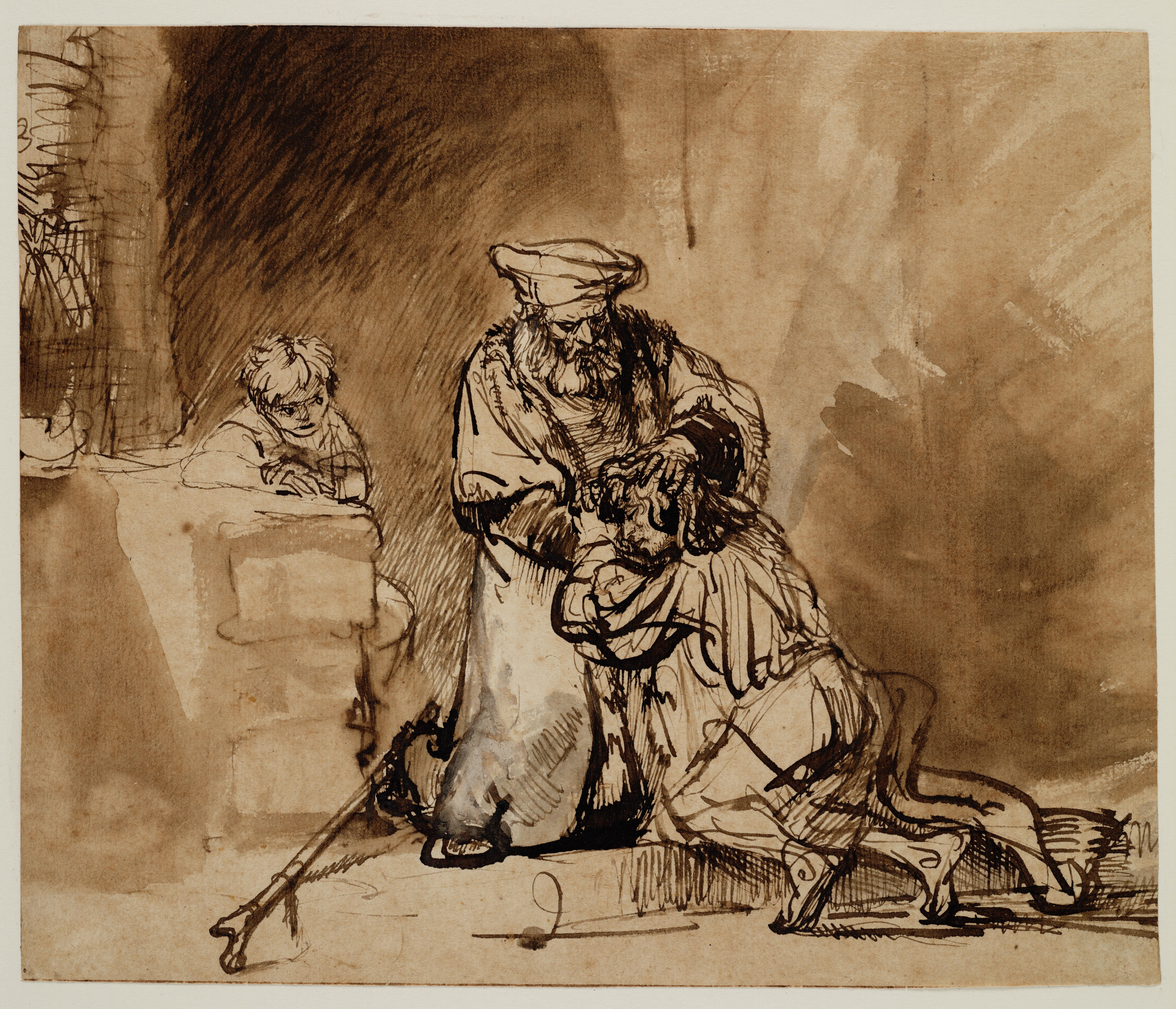
Dibuix de 1642